# Narkamauka
Narkamauka (biał. наркамаўка, narkamaŭka) – potoczna nazwa określająca oficjalny wariant języka białoruskiego, sztucznie przekształcony na podstawie językowych reform wprowadzonych w 1933 przez Radę Komisarzy Ludowych Białoruskiej SRR. Kolejne językowe reformy miały miejsce również w latach 1934, 1956 i 2008. Nazwa wywodzi się od słowa „narkamat” będącego skrótem od „Narodny Kamisariat”. Nazwa narkamauka nosi pejoratywne, emocjonalne nacechowanie, podkreślające sowieckie pochodzenie języka. Zwolennicy taraszkiewicy są zdania, że narkamauka poprzez uproszczenie zasad gramatycznych upodobniła język białoruski do rosyjskiego.
Pierwsza reforma języka (1933 r.), wywołała oburzenie wśród białoruskich instytucji mieszczących się m.in. w Wilnie. Podkreślały one brak naukowej podstawy reformy oraz okoliczności jej prowadzenia: okres po pierwszych stalinowskich czystkach w BSRR, w czasie których zamordowano wielu przedstawicieli białoruskiej inteligencji.
Narkamauka jest wariantem używanym w życiu codziennym znacznie częściej niż taraszkiewica (w pismach urzędowych, mediach) – wariant ten wykorzystywany jest m.in. przez Biełsat.

## Zasady gramatyczne
Zasady narkamauki ograniczyły stosowanie znaku miękkiego, w przeciwieństwie do taraszkiewicy, która dokładniej oddaje na piśmie wymowę białoruską (np. tzw. miękkość asymilacyjną) np. снег (N) – сьнег (T) (pol. śnieg). Różnice mogą dotyczyć też fleksji, np. слоў (N) – словаў (T) (pol. biernik od słowo), czy leksyki, np. вопыт (N) – досьвед (T) (pol. doświadczenie), турма (N) – вязьніца (T) (pol. więzienie), Гродна (N) – Гародня (T) (pol. Grodno). Dość często użytkownicy języka mieszają oba warianty, co powoduje chaos gramatyczny w ich pisowni. To działa na korzyść stosowania na Białorusi języka rosyjskiego kojarzonego z jednoznaczną kodyfikacją, co dalej sprzyja rusyfikacji i marginalizacji języka białoruskiego.